# 800 mètres féminin aux championnats du monde d'athlétisme en salle 2012
Navigation
2010 2014
Le 800 mètres féminin des Championnats du monde en salle 2012 a lieu les 9 et 11 mars dans l'Ataköy Athletics Arena.

## Records et performances

### Records
Les records du 800 m femmes (mondial, des championnats et par continent) étaient avant les championnats 2012, les suivants :
| Record du monde           | Jolanda Čeplak    | Slovénie         | 1 min 55 s 82 | Vienne     | 3 mars 2002     |
| Record des championnats   | Ludmila Formanová | Tchéquie         | 1 min 56 s 90 | Maebashi   | 7 mars 1999     |
| Record d'Afrique          | Maria Mutola      | Mozambique       | 1 min 57 s 06 | Liévin     | 21 février 1999 |
| Record d'Asie             | Miho Sugimori     | Japon            | 2 min 00 s 78 | Yokohama   | 22 février 2003 |
| Record d'Amérique du Nord | Nicole Teter      | États-Unis       | 1 min 58 s 71 | New York   | 2 mars 2002     |
| Record d'Amérique du Sud  | Letitia Vriesde   | Suriname         | 1 min 59 s 21 | Birmingham | 23 février 1997 |
| Record d'Europe           | Jolanda Čeplak    | Slovénie         | 1 min 55 s 82 | Vienne     | 3 mars 2002     |
| Record d'Océanie          | Toni Hodgkinson   | Nouvelle-Zélande | 2 min 00 s 36 | Paris      | 9 mars 1997     |

### Bilans mondiaux
Les bilans mondiaux avant la compétition étaient :
| 1  | Malika Akkaoui       | Maroc  | 1 min 59 s 01 |
| 2  | Pamela Jelimo        | Kenya  | 1 min 59 s 10 |
| 3  | Marina Pospelova     | Russie | 1 min 59 s 45 |
| 4  | Elena Kofanova       | Russie | 1 min 59 s 63 |
| 5  | Yuliya Tutayeva      | Russie | 2 min 00 s 18 |
| 6  | Yuliya Rusanova      | Russie | 2 min 00 s 45 |
| 7  | Ekaterina Poistogova | Russie | 2 min 00 s 73 |
| 8  | Tatyana Paliyenko    | Russie | 2 min 00 s 80 |
| 9  | Yekaterina Kupina    | Russie | 2 min 00 s 88 |
| 10 | Elena Arzhakova      | Russie | 2 min 01 s 04 |

## Résultats

### Finale
| Rang               | Athlète         | Nation     | Temps         | Note |
| ------------------ | --------------- | ---------- | ------------- | ---- |
| Médaille d'or      | Pamela Jelimo   | Kenya      | 1 min 58 s 83 | WL   |
| Médaille d'argent  | Nataliya Lupu   | Ukraine    | 1 min 59 s 67 | PB   |
| Médaille de bronze | Erica Moore     | États-Unis | 1 min 59 s 97 | PB   |
| 4                  | Fantu Magiso    | Éthiopie   | 2 min 00 s 30 | PB   |
| 5                  | Elena Kofanova  | Russie     | 2 min 00 s 67 |      |
| 6                  | Yuliya Rusanova | Russie     | 2 min 01 s 87 |      |

### Séries
| Place | Athlète         | Nation     | Temps         | Note  |
| ----- | --------------- | ---------- | ------------- | ----- |
| 1     | Yuliya Rusanova | Russie     | 2 min 00 s 26 | Q, SB |
| 2     | Pamela Jelimo   | Kenya      | 2 min 00 s 32 | q     |
| 3     | Nataliya Lupu   | Ukraine    | 2 min 01 s 17 | q, PB |
| 4     | Lenka Masná     | Tchéquie   | 2 min 03 s 08 |       |
| 5     | Phoebe Wright   | États-Unis | 2 min 03 s 11 |       |
| 6     | Woroud Sawalha  | Palestine  | 2 min 51 s 87 | PB    |

| Place | Athlète           | Nation      | Temps         | Note  |
| ----- | ----------------- | ----------- | ------------- | ----- |
| 1     | Fantu Magiso      | Éthiopie    | 2 min 01 s 69 | Q, PB |
| 2     | Maryna Arzamasava | Biélorussie | 2 min 02 s 05 |       |
| 3     | Carolin Walter    | Allemagne   | 2 min 03 s 61 |       |
| 4     | Marilyn Okoro     | Royaume-Uni | 2 min 04 s 06 |       |
| 5     | Malika Akkaoui    | Maroc       | 2 min 04 s 20 |       |
| 6     | Rabia Ashiq       | Pakistan    | 2 min 27 s 03 | PB    |

| Place | Athlète              | Nation     | Temps         | Note  |
| ----- | -------------------- | ---------- | ------------- | ----- |
| 1     | Elena Kofanova       | Russie     | 1 min 59 s 80 | Q     |
| 2     | Erica Moore          | États-Unis | 2 min 00 s 24 | q, PB |
| 3     | Merve Aydın          | Turquie    | 2 min 01 s 19 | NR    |
| 4     | Eléni Filándra       | Grèce      | 2 min 02 s 67 |       |
| 5     | Elena Popescu        | Moldavie   | 2 min 05 s 24 | PB    |
| -     | Elisa Cusma Piccione | Italie     | DNF           |       |

## Légende
Records et Performances
- AR : Record continental (area record)
- CR : Record des championnats (championship record)
- MR : Record du meeting (meet record)
- NR : Record national (national record)
- OR : Record olympique (olympic record)
- PR : Record paralympique (paralympic record)
- PB : Record personnel (personal best)
- SB : Meilleure performance personnelle de la saison (season's best)
- WL : Meilleure performance mondiale de l'année (world leader)
- WJR : Record du monde junior (world junior record)
- WR : Record du monde (world record)

Circonstances et Conditions
- DNF : N'a pas terminé (did not finish)
- DNS : N'a pas pris le départ (did not start)
- DQ : Disqualification (disqualification)
- NM : Aucun essai valable enregistré (No Mark)
- Q : Qualifié « directement » au prochain tour (ou à la prochaine compétition), lors d'une compétition majeure, grâce au classement ou à la réalisation des minima (automatic qualifier)
- q : Qualifié au prochain tour (ou à la prochaine compétition), lors d'une compétition majeure, grâce au repêchage ou à la réalisation de l'une des meilleures performances parmi celles des « non qualifiés directement » (grâce au meilleur temps ou à la meilleure distance par exemple) (secondary qualifier)